# Procris velutina
Procris velutina är en nässelväxtart som beskrevs av Otto Warburg. Procris velutina ingår i släktet Procris och familjen nässelväxter. Inga underarter finns listade i Catalogue of Life.